# Hans Knirsch
Hans Knirsch (Třebařov, 14 settembre 1877 – Duchcov, 6 dicembre 1933) è stato un politico austriaco della Moravia per il nazionalsocialismo austriaco.
Dopo la dissoluzione dell'Impero austro-ungarico, guidò il partito originario in Boemia, chiamato Partito Nazionalsocialista Tedesco dei Lavoratori. Insieme a Rudolf Jung e Hans Krebs fu uno dei nuclei originari dei nazionalsocialisti rimasti nel partito nazista dopo il 1933.

## Biografia
Hans Knirsch divenne un Geschäftsführer , o dirigente, del Mährisch-Trübauer Verband nel 1901. In tale veste pubblicò un appello che esaltava l'unificazione politica di tutti i tedeschi in un unico stato, riferendosi ad esso come der alte Sehnsuchstraum der deutschen Demokraten (" il vecchio sogno nostalgico dei democratici tedeschi").
Attivo in diversi congressi di partito, prima della prima guerra mondiale tentò di far aggiungere al DAP la dicitura "nazionalsocialista" al loro nome. Lo sforzo fallì, poiché il nome proposto era ritenuto troppo simile a quello del Partito Sociale Nazionale Ceco  Dopo il suo arresto per il fallito Putsch della Birreria, Hitler iniziò uno sciopero della fame. Fu Hans Knirsch a convincere Hitler a uscire dalla sua depressione e a convincerlo a riprendere a mangiare.

## Opere
- Aus der Geschichte der deutschen nationalsozialistischen Arbeiterbewegung Altösterreichs und der Tschechoslowakei , (Aussig, 1932).
- Die Stellung der Deutschen zum tschechischen Staat. Referat, erstattet am 1. Gesamtparteitag der deutschen nationalsozialistischen Arbeiterpartei Dux, Buchdruckerei "Gutenberg" 1919